# Válber Costa
Válber Costa (født 6. december 1971) er en tidligere brasiliansk fodboldspiller.